# Norra Entjärnen
Norra Entjärnen är en sjö i Torsby kommun i Värmland och ingår i Göta älvs huvudavrinningsområde. Sjöns area är 0,0063 kvadratkilometer och den befinner sig 425 meter över havet.